# Salvador Juanola i Reixach
Salvador Juanola i Reixach (Tortellà, Garrotxa, 1893 - Manresa, Bages, 1975) va ser un intèrpret de tenora i tible i compositor de sardanes.
Pertanyent a una nissaga de músics, era el tercer fill de Llorenç Juanola i Gibert, i germà de Jaume, Francesc, Josep, Narcís, Rafael, tots ells també compositors.
Va ser el segon en importància dels germans Juanola, després de Francesc, ja que en va escriure aproximadament un centenar.